# 費利克斯·尤蘇波夫
費利克斯·費利克蘇維奇·尤蘇波夫親王，蘇馬羅科夫-埃爾斯頓伯爵（俄语：Князь Фéликс Фéликсович Юсýпов, Граф Сумароков-Эльстон；1887年3月23日—1967年9月27日），出身俄羅斯鉅富門閥尤蘇波夫家族。
費利克斯之父则曾任莫斯科市长，其母為鞑靼貴族后裔。1914年，費利克斯娶沙皇尼古拉二世外甥女伊琳娜公主为妻，當時英俊的費利克斯與美豔伊琳娜之結縭，是一時佳話。
1916年12月，費利克斯與沙皇堂弟德米特里·巴甫洛维奇大公等眾多志士們刺殺了荒淫的國師拉斯普京，贏得時人的讚歎。俄國革命後，費利克斯攜妻子移居法國，終享天年，1967年病逝於巴黎，享壽八十。1970年伊琳娜病逝。

## 谋杀拉斯普京
當時放蕩的顛僧拉斯普京獲得俄國沙皇尼古拉二世與皇后亞歷山德拉的寵信，但拉斯普京鼓吹迷信預言，私下淫亂無道、聲名狼藉，還涉嫌催眠皇后，控制皇后心志，以干預朝政，所以費利克斯與宗室成员巴甫洛维奇大公、國家杜馬右翼议员普里什克维奇、費利克斯的密友苏霍金大尉和一名医生結黨，想要謀殺拉斯普京，以維護俄羅斯帝國的國運。

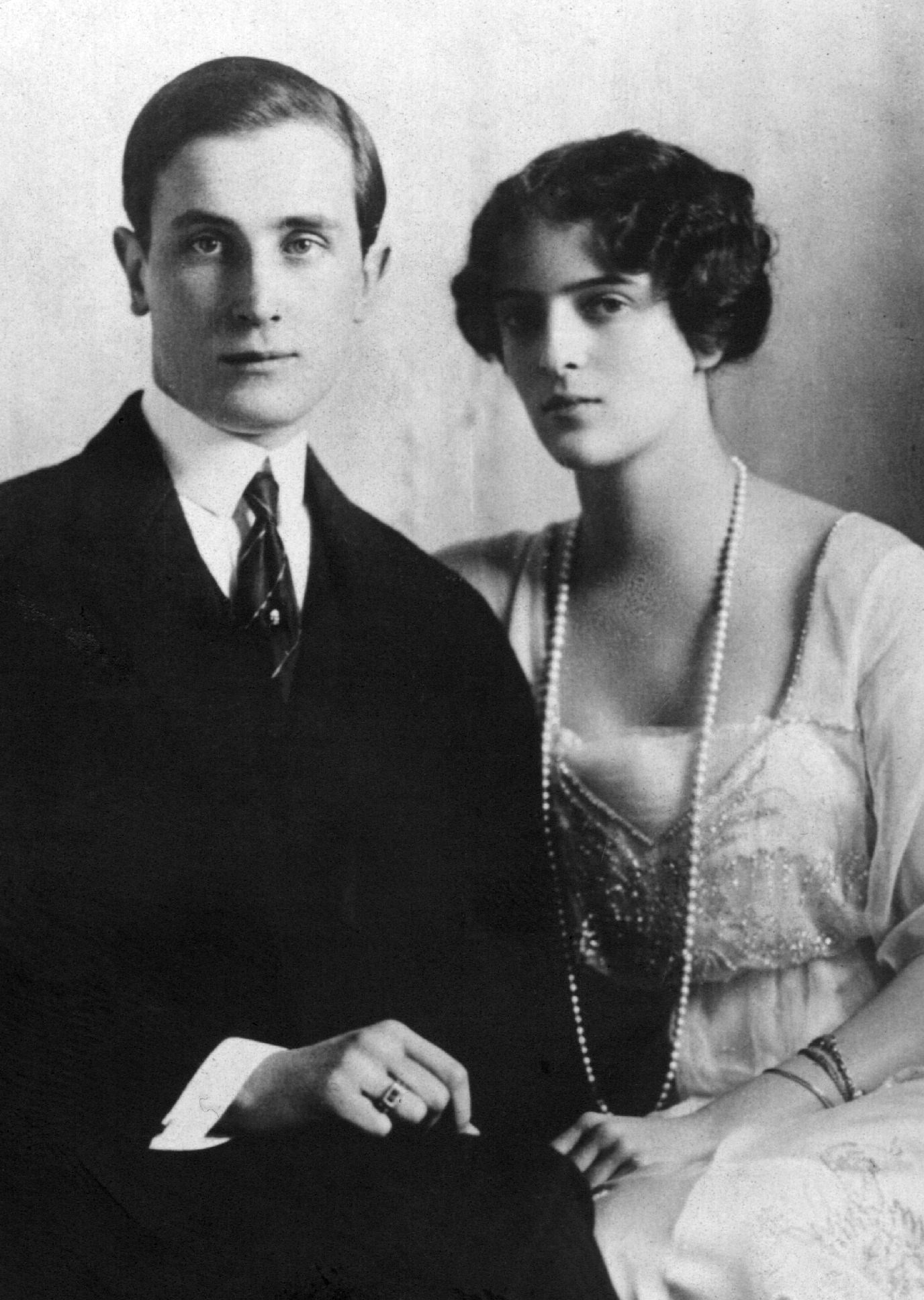
費利克斯與妻子伊琳娜公主

費利克斯以妻子伊琳娜公主的美豔肉體为美人計诱饵，將拉斯普京誘至尤蘇波夫宮。
黨人使拉斯普京吃了8塊摻有氰化鉀的蛋糕，喝了一瓶摻有氰化鉀的馬德拉葡萄酒，想把他毒死，這些毒物足以毒死五個人，但拉斯普京毫無反應，心焦難耐的費利克斯，隨即向拉斯普京背後開了一槍，打穿了他的肺葉，碰傷心臟後留在肝臟裏，眾人以為拉斯普京已死，正要處理屍體時，拉斯普京突然甦醒過來，扼住尤蘇波夫的喉嚨，說「費利克斯，費利克斯！我明日就把你絞死！」，隨後掙脫了眾人的制服，跑到尤蘇波夫宮的庭院。普里什克维奇追出屋外，向拉斯普京開了三槍，最後一槍正中其頭部。密謀者們將他拖進屋內，拉斯普京再度甦醒，尤蘇波夫用啞鈴猛擊其太陽穴，將拉斯普京打得頭破血流，但拉斯普京並未死去，只是再度擊昏。拉斯普京最後被扔入莫伊卡河的一個冰洞中，屍體於次日被發現。法醫驗屍結果表明拉斯普京是溺水而死的，拉斯普京在冰面下的冰水中存活了8分鐘之久。
拉斯普京的尸体经过防腐处理后被运到皇村，亚历山德拉皇后在那为他修建了地下墓穴，并计划在墓穴上修建修道院。二月革命后拉斯普京的尸体被进驻皇村的士兵发现，运到彼得格勒遊街示众，然后被焚尸扬灰。
費利克斯和德米特里因暗杀拉斯普京而被软禁，随后流放到外地。两人因此在後來爆發的十月革命中幸存，未成為被共產黨整肅的貴族。費利克斯在十月革命后返回彼得格勒时，由于对其暗殺神棍的尊敬，苏维埃政府甚至派士兵在其宫殿外站岗守卫。
费利克斯后前往克里米亚乘坐英国军舰离开俄罗斯，经马耳他和意大利最终抵达法国巴黎并定居于此直至其去世。